# Liste der Bodendenkmäler in Ruhpolding

Wappen von Ruhpolding

Auf dieser Seite sind die Bodendenkmäler in der oberbayerischen Gemeinde Ruhpolding zusammengestellt. Diese Tabelle ist eine Teilliste der Liste der Bodendenkmäler in Bayern. Grundlage ist die Bayerische Denkmalliste, die auf Basis des Bayerischen Denkmalschutzgesetzes vom 1. Oktober 1973 erstmals erstellt wurde und seither durch das Bayerische Landesamt für Denkmalpflege geführt wird. Die folgenden Angaben ersetzen nicht die rechtsverbindliche Auskunft der Denkmalschutzbehörde.

## Bodendenkmäler der Gemeinde Ruhpolding

### Bodendenkmäler in der Gemarkung Ruhpolding
| Lage                                                        | Objekt | Akten-Nr.     | Bild |
| ----------------------------------------------------------- | --- | ------------- | ---- |
| Ruhpolding Bei Pfarrkirche St. Georg (Standort)             | Untertägige mittelalterliche und frühneuzeitliche Befunde im Bereich der Katholischen Pfarrkirche St. Georg in Ruhpolding und der Friedhofs- bzw. Gruftkapelle mit dem mittelalterlichen Vorgängerbau der heutigen Pfarrkirche. Siehe auch: Mittelalter, Frühe Neuzeit, St. Georg (Ruhpolding) | D-1-8241-0003 |      |
| Ruhpolding Ehem. Jagdschloss, heute Heimatmuseum (Standort) | Untertägige frühneuzeitliche Befunde im Bereich des ehemaligen herzoglichen Jagdschlosses in Ruhpolding mit zugehöriger Hauskapelle. Siehe auch: Jagdschloss Ruhpolding, Barock | D-1-8241-0005 |      |
| Ruhpolding Bei Maria Schnee (Standort)                      | Untertägige frühneuzeitliche Befunde im Bereich der Katholischen Filial- und Wallfahrtskirche Maria Schnee in Urschlau. | D-1-8241-0022 |      |

### Bodendenkmäler in der Gemarkung Zell
| Lage                             | Objekt | Akten-Nr.     | Bild |
| -------------------------------- | --- | ------------- | ---- |
| Zell Bei St. Valentin (Standort) | Untertägige mittelalterliche und frühneuzeitliche Befunde im Bereich der Katholischen Filialkirche St. Valentin in Sankt Valentin und ihrer Vorgängerbauten. | D-1-8241-0019 |      |